# Seweryn Bieliński
Seweryn Bieliński (albo Biliński, także Nihad Paşa) herbu Sas (ur. 10 maja 1814 w Grodzisku Górnym – zm. 14 marca 1895 w Stambule) – inżynier, poseł na Sejm w Kromieryżu, uczestnik powstania węgierskiego 1848-1849, emigrant polityczny, działacz TDP i Koła we Francji, generał armii tureckiej.

## Życiorys
Ziemianin, właściciel dóbr Skwarzawa w pow. złoczowskim. Z wykształcenia  inżynier.
Aktywny politycznie w okresie Wiosny Ludów. Poseł do Sejmu Konstytucyjnego w Wiedniu i Kromieryżu (10 lipca 1848 – 7 marca 1849), wybrany 19 czerwca 1848 w galicyjskim okręgu wyborczym Gliniany. W parlamencie należał do „Stowarzyszenia” skupiającego demokratycznych posłów polskich. Po rozwiązaniu parlamentu udał się na Węgry, gdzie od maja 1849 był współorganizatorem Legionów Polskich na Węgrzech. Adiutant dowódcy Legionu gen. Józefa Wysockiego. Po upadku powstania węgierskiego wraz z Legionem przeszedł do Turcji. Był reprezentantem Legionu i gen. Wysockiego wobec władz tureckich oraz dyplomatów francuskich i angielskich. M.in. za jego sprawą i Michała Czajkowskiego – Sadyka Paszy Turcja wsparta przez Anglię i Francję odmówiła wydania uczestników Wiosny Ludów na Węgrzech w ręce Rosji.
Następnie przebywał na emigracji we Francji. Początkowo związany z Towarzystwem Demokratycznym Polskim, potem zbliżył się Koła pod przywództwem Seweryna Elżanowskiego i Ludwika Mierosławskiego zrzeszającego demokratów nie podzielających poglądów Centralizacji TDP na politykę zagraniczną  i nastawionych na współpracę z konserwatystami skupionymi wokół Adama Czartoryskiego. W imieniu tej części emigracji w styczniu 1854 wraz z gen. Wysockim prowadził bezskuteczne rokowania w Turcji o utworzenie legionu polskiego. Po ich fiasku pozostał w Turcji, przeszedł na islam i przyjął imię Nihad-bej. Po zdaniu egzaminu na majora armii tureckiej służył w armii Mustafy Zarif-paszy pod Kars w Anatolii, gdzie m.in. opracowywał plany wybrzeża i budował forty w Redut Kale.
Po wojnie krymskiej pozostał w armii tureckiej, gdzie początkowo służył jako inżynier, przeprowadzając pomiary i kierując budową dróg w Brussie. Jako pułkownik i jednocześnie komisarz rządowy w Smyrnie kierował budową dróg oraz kolei. W 1877 jako dyrektor kolei smyrneńskiej, pod imieniem Nihad-pasza; został mianowany generałem i szefem sztabu armii Abdul Kerima paszy. Po traktacie berlińskim mianowany komisarzem tureckim w Sofii (1878).
Pozostając w służbie tureckiej i uważając Turcję za swą drugą ojczyznę opiekował się polskimi emigrantami, m.in. ochotniczym oddziałem polskim pułk. Józefa Jagmina w 1877.
Pochowany w Stambule.

### Prace Seweryna Bielińskiego
- Polacy w Turcji po upadku rewolucji węgierskiej w r. 1849, Poznań 1852
- [wraz z Sewerynem Elżanowskim] Sprawozdanie z funduszów złożonych przez wychodźców polskich na wystawienie pomnika grobowego ś. p. Tadeuszowi Suchorzewskiemu, jenerałowi dywizji wojsk polskich, Paris 1853
- Des dangers de la paix. Lettre au gen. Wysocki, Constantinople 1855,
- [wraz z  Hieronimem Ruszczewskim] Dziennik misji gen. Wysockiego do Turcji 1853-1855, oprac. Marceli Handelsman, Warszawa 1933
- [wraz z  Hieronimem Ruszczewskim] Dziennik czynności i wypadków podczas misji generała Wysockiego do Turcji od 11 XII 1853 do 8 II 1855, oprac.  Józef Fijałek, Wrocław 1962

## Rodzina i życie prywatne
Pochodził z rodziny ziemiańskiej, syn Franciszka Bilińskiego właściciela dóbr Grodzisko Górne (w cyrkule rzeszowskim i pow. łańcuckim) i Natalii z Okólskich. Jego bratem był Wiktor, powstaniec listopadowy i ziemianin, właściciel Spasa, który w imieniu także innych spadkobierców Franciszka rodzinnym Grodziskiem zarządzał w latach 1851-1855. Ożenił się w 1854 z Anną z domu Sandison (córką angielskiego konsula w Brussie). Mieli dzieci: dwóch synów i dwie córki. Jego syn Ahmed Rüstem Bey (Alfred Bieliński 1862-1935), był tureckim dyplomatą, m.in.ambasadorem w Waszyngtonie i jednym z najbliższych współpracowników Mustafa Kemala Atatürka.